# Максим Црнојевић (драма)
Максим Црнојевић је трагедија коју је написао српски књижевник Лаза Костић. Драма је први пут објављена 1866. а први пут је изведена на сцени 30. јануара 1869. у Српском народном позоришту у Новом Саду. Максим Црнојевић има 5 чинова и написан је у десетерачком стиху. Посматрано са становишта периодизације историје књижевности припада периоду романтизма. Основни заплет драме Костић је преузео из усмене песме Женидба Максима Црнојевића. Осим утицаја народне епске поезије у драми се осећа утицај Шекспирових и Шилерових комада као и утицај античког наслеђа.
Максим Црнојевић спада у највеће трагедије српске књижевности деветнаестог века.